# Луций Ноний Аспренат (консул 29 г.)
Вижте пояснителната страница за други личности с името Луций Ноний Аспренат.
Луций Ноний Аспренат (на латински: Lucius Nonius Asprenas) е сенатор и политик на ранната Римска империя.

## Биография
Произлиза от фамилията Нонии. Син е на Луций Ноний Аспренат (суфектконсул 6 г.) и Калпурния (* 25 пр.н.е.), дъщеря на Луций Калпурний Пизон Понтифекс (консул 15 пр.н.е.). Брат е на Публий Ноний Аспренат (консул 38 г.) и на Ноний Аспренат Калпурний Торкват.
От 5 декември 20 до 4 декември 21 г. той е квестор. През 29 г. Ноний Аспренат е суфектконсул заедно с Авъл Плавций.